# Distretto di Koson
Il distretto di Koson è uno dei 13 distretti della Regione di Kashkadarya, in Uzbekistan. Il capoluogo è Koson.